# 吴家堡街道 (咸阳市)
吴家堡街道，是中华人民共和国陕西省咸陽市秦都区下辖的一个乡镇级行政单位。

## 行政区划
吴家堡街道下辖以下地区：
惠民路社区、勤俭路社区、文林路社区、天王二区社区、毕塬路社区和吴家堡村。